# Бабек
Бабе́к (перс. بابک خرمدین), також Бабак Хоррамдін, Папак; близько 789—800, Балалабад, нині в остані Ардебиль — січень 837, Самарра, нині в Іраку) — видатний полководець і політичний діяч. Став керівником повстання іранських хуррамітів проти Арабського халіфату з центром в Північно-Західному Ірані, в провінції Азербайджан (на південь від Араксу, розташованому нині на території Іранського Азербайджану і південно-східних регіонів Азербайджанської Республіки), що охопила також інші області Ірану і Закавказзя. Повстання Бабека тривало понад двадцять років, перш ніж було придушене, коли Бабека зрадили. Британський історик К. Е. Босуорт зазначає, що повстання Бабека показало міцність родових іранських місцевих відчуттів в Азербайджані.
Найбільш повні відомості про Бабека дійшли до нас із втраченої праці Вакіда ібн Амр Тамімі «Akbar Babak», яка цитується в «Аль-Фехресті» Ібн аль-Надіма і можливо використовувалась аль-Масуді. Інші джерела менш докладні та можуть містити неперевірену інформацію.

## Дитинство і юність
Бабак — іранське чоловіче ім'я, що походить від Папака і означає «молодий батько» в Середній Персії. Це ім'я використовується майже в усіх джерелах, окрім Масуді, який вважає справжнім ім'ям Бабека Хасан. Батько Бабека, дрібний торговець маслом, родом з Мадаїну (колишній Ктесифон, столиця Сасанідів в Месопотамії), переселився в провінцію Азербайджан, де одружився з жінкою з села Балалабад, що згідно з твердженням Фасіха ал-Хавафі, була одноока і мала ім'я Махру (Māhrū).

За словами Масуді, батько Бабека, після його народження, помер від ран, отриманих в бою під час поїздки в район Сабалан. Його вдова потім заробляла на життя як годувальниця для дітей інших людей, в той час як Бабек був пастухом, поки йому не виповнилося дванадцять років. Кажуть, що в один прекрасний день, мати побачила Бабека, що спить під деревом, голяка із закривавленими волоссям на голові і грудьми; але коли він прокинувся і встав, вона не побачила жодних слідів крові і сказала: «Я знаю, що на мого сина попереду чекає велика місія». Після смерті свого батька в ранньому підлітковому віці, на Бабека була покладена відповідальність за двох його братів і матір під час зороастрійської церемонії в храмі вогню. Коли Бабек виріс, він вирушив у Тебриз, де провів два роки на службі в Мохаммада ібн Раввад Азді перед поверненням у віці вісімнадцяти років до свого будинку в Балалабаді. Надалі, це дало йому можливість поїхати і познайомитися з такими регіонами, як Кавказ, Близький Схід і Візантія.

## Приєднання до хуррамітів
Невдовзі після повернення Бабека додому трапилася одна історія. Два багатії на ім'я Джавідан Шахрак (Jāvīdān Šahrak) і Абу Імран (Abū'Emrān) жили тоді на високогір'ї біля гори Бадз і претендували на лідерство серед гірських хуррамітів. Коли Джавідан застряг в снігу на зворотному шляху від Зенджану до Бадзу, і довелося шукати притулок у Балалабаді, йому випало йти в будинок матері Бабека. Будучи бідною, вона могла тільки запалити вогонь для гостя, в той час як Бабек, що доглядав слуг і коней гостя, приніс для них воду. Джавідан потім послав Бабека купити їжу, вино і фураж. Коли той повернувся і заговорив з Джавіданом, він вразив гостя надзвичайною проникливістю, незважаючи на відсутність плавності у його мові. Тому Джавідан попросив у жінки дозволу взяти її сина, для управління своїми фермами та іншою власністю, і запропонував їй отримувати п'ятдесят дирхемів від зарплати Бабека кожного місяця. Жінка погодилась і відпустила сина. Напевно тоді він і приєднався до хуррамітів (Хоррам-Динан).

Через деякий час після початку роботи Бабека у Джавідана, Абу Імран здійснив вилазку зі свого гірського оплоту проти Джавідана, проте був переможений і убитий, але Джавідан усе одно помер через три дні після битви від тяжких ран. Деякі письменники стверджують, що дружина Джавідана була закохана в Бабека, який, нібито, був вродливим хлопцем з хорошим голосом. Жінка розповіла Бабеку про смерть її чоловіка і додала, що збиралася оголосити про це в секті на наступний день, коли вона стане висувати кандидатуру Бабека як наступника Джавідана, який зможе відновити релігію Маздака і приведе їхню секту до перемоги і процвітання. Наступного дня Бабек постав перед присутніми воїнами і послідовниками Джавідана. Коли вони запитали, чому Джавідан не покликав їх, перш ніж висловити свою останню волю, вона відповіла, що так як вони жили розкидано, то посилаючи повідомлення, вони б поширили новину, що в свою чергу могло б завдати шкоди їхній безпеці. Після того вона сказала, що згідно з заповітом Джавідана, його душа після смерті переселиться в тіло Бабека і зіллється з його душею (хурраміти вірили в переселення душ), і що той, хто заперечує цей заповіт, має бути відлучений. Усі присутні визнали уповноваження Джавіданом молодої людини, і на прохання жінки, зв'язали себе ритуальною клятвою і присягли на вірність душі Бабека, як вони присягли свого часу душі Джавідана. Тоді вдова Джавідана вийшла заміж за Бабека під час простої церемонії в присутності всіх, після чого юнака визнали главою секти та втіленням божества.

## Початок повстання
У 755 році Абу Муслім був убитий. Незважаючи на те, що він допоміг Аббасидам перемогти колишніх халіфів династії Омеядів, правлячий халіф дав наказ убити його, ймовірно, через його зростаючу популярність серед іранців і немусульман. Багато іранців, які очікували більшої свободи і більше прав від нових правителів, не могли повірити, що їх герой був убитий пануючим халіфом, якого вони вважали другом Ірану та іранців.
Цей інцидент призвів до багатьох повстань, в основному розлючених зороастрійців. Це, в свою чергу, змусило халіфів завдавати більше насильства до іранського населення, аби зберегти східні провінції під контролем. Постійні бунти не закінчувались до кінця наступного десятиліття, а іранське населення Халіфату постійно пригнічувалось.

Бабек був дуже духовною людиною, яка поважала зороастрійську спадщину. Він зробив все можливе, щоб об'єднати іранців разом, а також з лідерами, такими як Мазіяр (Maziar), щоб сформувати єдиний фронт проти арабського халіфа.
Проте, під керівництвом Бабека відбувся один з найдраматичніших періодів в історії Ірану — період між 816—837 рр. Протягом цих найважливіших років, вони воювали не тільки проти халіфату, а й за збереження перської мови і культури.
Упродовж 816—817 років під час правління аль-Мамуна, Бабек підбурював своїх послідовників підняти повстання проти халіфського режиму. У доповідях зазначено, що Бабек закликав персів стати до зброї, захоплював замки і опорні пункти, тим самим перекриваючи шляхи своїм ворогам. Поступово безліч людей приєдналася до нього.
Очоливши хуррамітську громаду, Бабек приступив до рішучих дій, за обумовленим сигналом прихильники Бабека вирізали в околицях Бадза всіх арабів і їхніх прихильників. Після цього повстання поширилося на сусідні області. Незабаром майже весь Азербайджан опинився в руках хуррамітів. Звідси повстання перекинулося до сусідніх іранських областей — Джабіль і Хорасан.
Бабек діяв за жорсткою схемою: всі захоплені укріплення були знесені, а гарнізони і їхнє арабське населення разом з усіма, хто співчував їм, були скарані на смерть. Винищені були й місцеві феодали, які виступали проти Бабека. Загалом Бабеком за двадцять років було страчено понад 200 тисяч осіб.

## Основні події повстання
У боротьбі за престол халіфату між синами Харун ар-Рашида — Аль-Аміном і Мамуном, мати якого була персіянка, в 813 році армією Мамуна був захоплений Багдад і він став халіфом. Свою резиденцію аль-Мамун залишив в столиці Хорасану Мерві, перебравшись до Багдаду лише в 819 році.
Для боротьби з Бабеком Мамун п'ять разів посилав війська, але воєначальники зазнали поразок.

У момент найвищої могутності Бабек узяв під контроль не тільки весь Азербайджан, а й частину Хорасана; повстання перекинулося також на Кухістан і Фарс. Під контролем Бабека перебувала і частина Вірменії і Аррана, від Двіна і Барди. Кількість прихильників досягло 300 тисяч осіб.
Відволікання арабів на війну з Візантією і боротьбу з повстанням в Єгипті (830—833 роки) дало Бабеку деякий перепочинок. Бабек спокійно стабілізував свої завоювання і почав займатися внутрішніми справами. Уночі в Бадзі чутні були звуки музики і співи. Веселощі тут не закінчувалися навіть у важкі для хуррамітів дні. Тоді в поведінці Бабека почали проявлятися зарозумілість і деспотизм. Він сповнився зневаги до сили арабської зброї, відмовляючись від тактики партизанської війни.
Тривалість повстання Бабека і провали халіфських генералів і експедиційних сил, що були кинуті на його придушення, відбувалися через різні причини. Його фортеця Бадз перебувала в непрохідних горах з хитромудрими ущелинами і перевалами, де жменька людей була здатна зупинити тисячі наступаючих військ. Важка зимова погода, сильний дощ і снігопади зробили операції проти Бадзу неможливими в зимовий період. Бабек часто використовував свою позиційну перевагу, щоб застати супротивника зненацька і вщент його розбити.
У 833 році халіф Мамун помер, залишивши спадкоємцем престолу свого брата Мутасіма. Після укладення миру з Візантією халіф Мутасім кинув усі сили на придушення повстання. Для цього він реорганізував армію і створив наймане військо, в основному з тюрків. Чудові воїни, які звикли до суворого способу життя, тюрки зіграють основну роль у справі перемоги Мутасіма над Бабеком. Столицю зі своїм тюркським оточенням Мутасім перевів з Багдада до Самарри.
У битві біля Хамадана Бабек зрадив своїм традиційним партизанським методам ведення війни і прийняв бій у відкритому полі. Звичайно, погано навчене селянське військо Бабека, що не мало кінноти, зазнало нищівної поразки. Значна частина війська Бабека загинула, решта врятувалося втечею, багато з них втекли до Візантії. Бабек теж врятувався і, досягнувши Бадза, почав набирати нові війська.
Проте, розгром під Хамаданом сильно підрив авторитет Бабека — багато селян втратили після цього віру в його божественне походження і почали розходитися по домівках. Мутасім наказав одному зі своїх емірів блокувати фортецю і відновити укріплені пункти, свого часу зруйновані Бабеком. Кілька загонів, висланих Бабеком за припасами, були вщент розбиті.
Для завершення кампанії халіф Мутасім оголосив новий набір військ і командування доручив одному з найбільш талановитих і енергійних полководців Хайдар ібн Каус (Кавуса) ель Афшин. (Афшин — власне, титул володаря області Уструшана в Согдіані, яким був Хайдар). Це був один з найбільш енергійних халіфських полководців, що прославився у війні з Візантією. Новий командувач з самого початку вибрав правильну тактику стосовно фортеці Бадза.
Навесні 836 року Афшин вступив до Азербайджану. Рухаючись по гірських, важкодоступних стежках, він, нарешті, досяг входу в ущелину, що вела до Бадзу. Навчений поразкою під Хамадане, Бабек не наважився на бій у відкритому полі й заховався у фортеці, задовольняючись рідкісними вилазками. Афшин, теж будучи не впевненим у можливості успішного штурму неприступної фортеці, вичікував, сподіваючись якимось шляхом «виманити» Бабека з фортеці.
Афшин розбив табір на місці дороги до Ардебіля, що називається Барзанд, на відстані 15 парасангів від Ардебіля. Він відновив форти між Барзандом і Ардебілем і зробив можливим рух, забезпечивши охорону шляхів, караваний супровід, і місця для зупинки. Крім того, він провів місяць в Ардебілі для збору знань про топографію і звітів від інформаторів та шпигунів. Якщо він ловив будь-якого зі шпигунів Бабека, він пробачав їх і платив їм у два рази більше, ніж заплатив Бабек, щоб ті шпигувати для нього. Один з таких звітів розвідки показав, що Бабек знав, що аль-Мутасім послав Богу Старшого (старший генерал) з великою сумою грошей для оплати витрат військ і планував рейд, щоб захопити ці гроші. Афшин використав цю інформацію, щоб заманити Бабека в повне оточення, в якому багато хто з Бабекових товаришів були вбиті. Бабек сам пішов до рівнини Мучан, а звідти до Бадзу.
До кінця зими Мутасім надіслав Афшину в підкріплення корпус в дев'ять тисяч тюркських воїнів. Положення Бабека сильно погіршилося. Він попрохав допомоги у візантійського імператора Феофіла. Отримавши листа, Феофіл почав військові дії проти Халіфату. Однак Мутасім, незважаючи на тимчасові невдачі у війні з Візантією, не відкликав жодного воїна з Азербайджану, а після успішного закінчення війни проти Візантії зажадав від Афшина завершення дорученої йому справи.
Військо Афшина штурмувало фортецю. Бажаючи якось виграти час, Бабек просить «Аман» — помилування, причому вимагав письмового підтвердження від самого халіфа. Афшин дав згоду на «Аман» і послав гінців до столиці. Бабек тим часом, переодягнувшись купцем, побіг у бік Аррана, сподіваючись звідти дістатися до Візантії.
Афшин, дізнавшись про втечу Бабека, 26 серпня 837 року вступив у фортецю і наказав знести її дощенту. У фортеці знайшли незліченні багатства, які Афшин в більшості приховав від халіфа і переправив до себе на батьківщину.

## Арешт і страта
Бабек і кілька його соратників, серед яких його брат Абдаллах, мати і дружина, пробиралися через гори і ліси в бік Візантії. На шляху до Візантії Бабек пройшов через Вірменію. Як повідомляє Ібн ал-Асир «І пішов Бабек поневірятися, ховаючись по горах Армінії». У Арцах він зупинився у свого давнього союзника, вірменського князя Арцах Сахл Смбатяна (в арабських джерелах Сахл ібн Смбат або Сахл ібн Сунбат ал-Армані), проте останній видав його Афшину.

Полонених доставили в столицю Халіфату Самарру. Бабека і його брата одягли в шати, обшиті перлами і дорогоцінними каменями. Бабека посадили на величезного сірого слона, подарованого царем Індії, а Абдаллаха — на чудову бактрійску верблюдицю. На останній ділянці шляху до Самарри по обидва боки дороги розташували кінні загони і піхота, одягнені в святковий одяг, з розгорнутими прапорами.

Страти відбулися за старим звичаєм, на шматку шкіри в присутності халіфа. Коли підійшов Афшин, халіф посадив його поблизу себе на почесне місце. Потім підвели до трону Бабека. У Бабека був кат по імені Нуднуд. У столицю Афшин привіз його разом з іншими полоненими. Йому і доручив Мутасім страту Бабека і його брата Абдаллаха.

З Бабека зняли одяг і роздягли догола. Після цього кат відрубав йому праву руку і вдарив цією рукою кілька разів Бабека по обличчю, те ж зробив з лівою рукою. Потім кат відрубав йому обидві ноги. Потім йому розпороли живіт і тільки після цього йому відрубали голову.
Тулуб Бабека прибили до хреста і виставили на околиці Самарри. Це місце називали «Хрестом Бабека» навіть після того, як місто було покинуте. Голову Бабека виставили в Багдаді на головному мосту, а потім відправили в Хорасан для залякування готових до повстання жителів.